# نيل هيلفيش
نيل هيلفيش (بالبيلاروسية: Ніл Гілевіч)‏ (و. 1931 – 2016 م) هو شاعر، وكاتب للأطفال من الاتحاد السوفيتي، روسيا البيضاء .

## التعليم
تعلم في Belarusian State University.

## جوائز وترشيحات
حصل على جوائز منها:
- وسام الراية الحمراء من حزب العمال
- Order of Friendship of Peoples.